# 上维拉
上维拉（德語：Oberwiera）是德国萨克森州的市镇，隶属于茨维考县。总面积为14.34平方千米，截至2023年12月31日总人口为1,019人。